# 汪順
汪 順（ワン・シュン、Wang Shun、1994年2月11日 - ）は、中国浙江省寧波市出身の男子競泳選手である。6歳から本格的に水泳を始め、13歳で浙江省の代表チームに入った。2019年に上海交通大学安泰経済与管理学院を卒業し、2022年6月には北京体育大学で修士課程を修了した。2023年9月からは寧波大学体育学院の博士課程に進学している。

## 経歴
2010年の広州アジア競技大会で初めて中国代表として国際大会に出場した。翌2011年には、上海で開催された世界水泳選手権にも出場した。
2012年には、イギリス・ロンドンで開催されたオリンピック競技大会の競泳男子200メートル個人メドレーに中国代表として出場した。
2013年にはバルセロナで開催された世界水泳選手権に出場した。2014年には韓国・仁川で開催されたアジア競技大会に出場した。2015年のカザン世界水泳選手権では、男子200メートル個人メドレーで銅メダルを獲得した。
2016年8月、汪順はブラジル・リオデジャネイロで開催されたオリンピック競技大会において、男子200メートル個人メドレーおよび男子400メートル個人メドレーに出場した。男子400メートル個人メドレーの予選では、4分14秒46の記録で10位となり、決勝進出はならなかった。8月11日には、男子200メートル個人メドレーで銅メダルを獲得した。
2021年7月、汪順は中国代表として2020年東京オリンピックに出場した。7月30日の男子200メートル個人メドレー決勝において、1分55秒00のアジア新記録で金メダルを獲得し、この種目でオリンピック金メダルを獲得したアジア初の選手となった。また、汪順は孫楊に続き、中国男子競泳選手として2人目のオリンピック金メダリストとなった。
2021年9月、汪順は第14回中国全運会で6枚の金メダルを獲得し、個人の全運金メダル総数は15枚となり、中国の全運会金メダル最多記録を更新した。また、彼はこの大会で200メートル自由形において、10年前に記録した自身のベストタイム1分46秒14を更新した。
2023年3月、汪順は全国春季水泳選手権で4枚の金メダルを獲得し、100メートル背泳ぎでは54秒09のタイムで自身のベスト記録を更新した。5月には全国水泳選手権で4枚の金メダルと1枚の銀メダルを獲得し、200メートル自由形（1分45秒71）、100メートル平泳ぎ（1分01秒52）、100メートル自由形（48秒81）で自身のベスト記録を更新した。
2023年9月23日、汪順は杭州で開催された第19回アジア競技大会の開会式において、最終聖火ランナーを務め、デジタル聖火ランナー「弄潮児」とともに大会の聖火台に点火した。翌日には、男子200メートル個人メドレー決勝で1分54秒62を記録し、自身の持つアジア記録を更新して金メダルを獲得した。
2024年8月、汪順はパリオリンピックに4度目の出場を果たした。8月3日、男子200メートル個人メドレーで1分56秒00の成績を記録し、銅メダルを獲得した。